# Wagner Ferreira dos Santos
Wagner Ferreira dos Santos, meglio noto solo come Wagner (Sete Lagoas, 29 gennaio 1985), è un ex calciatore brasiliano, di ruolo centrocampista.

## Caratteristiche tecniche
Gioca come centrocampista offensivo.

## Carriera

### Club
Centrocampista mancino, ha iniziato la carriera all'América-MG e successivamente passò al Cruzeiro, altra squadra della città di Belo Horizonte. Durante il Campeonato Brasileiro Série A 2006 ha segnato 8 reti nelle prime 10 partite, mettendosi in evidenza e ottenendo un trasferimento all'Al-Ittihad per 9 milioni di euro nel gennaio 2007, tornando nel giugno 2007. Nel 2009 è passato ai russi della Lokomotiv Mosca e nel dicembre 2010 si è trasferito in Turchia al Gaziantepspor.

### Nazionale
Ha giocato per il Brasile a livello Under-17 e Under-20. È stato anche convocato per la nazionale maggiore, non giocando.

## Palmarès

### Club

#### Competizioni statali
- Campionato Mineiro: 3

Cruzeiro: 2006, 2008, 2009

### Nazionale
- Campionato mondiale Under-17: 1

2002

### Individuale
- Bola de Prata: 1

2006